# Hyperolius molleri
Hyperolius molleri – gatunek endemicznego płaza bezogonowego z rodziny sitówkowatych (Hyperoliidae), występujący na Wyspie Świętego Tomasza.

## Opis
Niewielki płaz – samce osiągają długość 2,4–3,1 cm, a samice 3,1–3,3 cm. Ciało smukłe, głowa szersza niż dłuższa, a nozdrza znajdują się bliżej czubka pyska niż oka. Źrenica pozioma, a tęczówka złota. Szyszynka nie jest widoczna. Błona bębenkowa słabo zaznaczona i okrągła. Występuje rezonator. Skóra na plecach chropowata, a na kończynach gładka. Grzbiet, boki głowy i część kończyn są zielone. Grzbietowa część uda czerwona, z obecnym żółtym pasem (z czarnym konturem, którego brak u H. drewesi) biegnącym pośrodku uda. Brzuch półprzezroczysty, klatka piersiowa biała z czerwonymi plamkami. Brak fałd grzbietowo-bocznych.
Analiza filogenetyczna wykazała, że gatunek ten najbliżej spokrewniony jest z H. drewesi, a w następnej kolejności z H. thomensis.

## Zasięgi siedlisko
Endemit, występuje na Wyspie Św. Tomasza, jednej z wysp Wysp Św. Tomasza i Książęcej. Wcześniejsze stwierdzenia z Wyspy Książęcej dotyczyły H. drewesi. Zazwyczaj spotykany jest na terenach nizinnych, chociaż widywano również osobniki na wysokościach bezwzględnych 1400 m n.p.m. Zasięg wynosi 1003 km². Na większych wysokościach bezwzględnych sympatryczny z H. thomensis, z którym często się krzyżuje. Zasiedla lasy pierwotne, gaje kokosowe, plantacje kawy, a także obszary zmodyfikowane przez działalność człowieka.

## Rozmnażanie i rozwój
Nawoływanie samca przypomina brzęczenie o częstotliwości 2898–3236 Hz. Jaja składane są na liściach zwisających nad zbiornikiem wodnym, a nowo wyklute kijanki spadają z liścia do wody.

## Status
Gatunek najmniejszej troski (LC) w związku z dużym potencjałem adaptacyjnym oraz stabilnymi rozmiarami populacji.